# Sončnica
Sončnica (znanstveno ime Helianthus (lat., izg. heliántus)  je rod, ki obsega približno 70 vrst enoletnih in trajnih cvetočih rastlin iz družine nebinovk (Asteraceae). Razen treh južnoameriških vrst so ostale iz rodu Helianthus izvorno doma v Severni in Srednji Ameriki. Ljudski imeni "sončnica" in "navadna sončnica" se običajno nanašata na priljubljeno enoletno vrsto Helianthus annuus, katere okrogle cvetne glavice v kombinaciji z liguli izgledajo kot sonce. To in druge vrste, predvsem topinambur (H. tuberosus), gojijo v zmernih regijah in nekaterih tropskih regijah kot prehranske rastline za ljudi, govedo in perutnino ter kot okrasne rastline. Navadna sončnica običajno raste poleti in v zgodnji jeseni, osrednja sezona rasti pa je sredi poletja.
Več trajnih vrst rodu Helianthus gojijo na vrtovih, vendar se nagibajo k hitremu širjenju in lahko postanejo agresivne. Po drugi strani pa je bila vrsta Helianthus verticillatus opredeljena kot prizadeta leta 2014, ko je ameriška Služba za ribe in divjad izdala odlok, ki jo varuje v skladu z Zakonom o ogroženih vrstah. Primarne grožnje so industrijsko gozdarstvo in nasadi borovcev v Alabami, Georgii in Tennesseeju. Zrastejo do 1,8 m (6 ft) in jih najdemo predvsem v gozdovih, ki mejijo na potoke in vlažna območja, podobna prerijam.

## Opis

### Izvor
Sončnice izvirajo iz Amerike . Najprej so jih udomačili v današnji Mehiki in južnih Združenih državah Amerike .   v Mehiki so našli domača sončnična semena iz leta 2100 pred našim štetjem. Indijanci so sončnice kot poljščino gojili od Mehike do južne Kanade.  V 16. stoletju so raziskovalci prinesli prve poljščine iz Amerike v Evropo. 

### Zgodovina
Domneva se, da so sončnice udomačili pred 3000–5000 leti severnoameriški Indijanci, ki naj bi jih uporabljali predvsem kot vir užitnih semen. Nato so jih v zgodnjem 16. stoletju pripeljali v Evropo in jih pričeli širše saditi zlasti v Ruskem cesarstvu; tu so jih razvili in gojili v industrijskem obsegu. Rusko cesarstvo je nato sredi 20. stoletja ponovno uvedlo postopek pridelave oljnic v Severno Ameriko; Severna Amerika je nato pričela svojo komercialno pot pridelave in vzreje sončnic.  Nove pasme Helianthus spp. začela postajati bolj opazna na novih geografskih območjih.
Geografska zgodovina te vrste je posledica njene evolucijske zgodovine, pri čemer se stopnje genetske variacije v njenem genskem bazenu povečujejo, saj se ustvarjajo novi hibridi tako za komercialno uporabo kot v naravi. Posledično imajo sončnične vrste v svojem genskem skladu tudi učinek ozkega prehoda, ki je posledica selektivne vzreje za industrijsko uporabo. 

### Obrnjen proti soncu
Pred cvetenjem se rastline sončnic čez dan nagnejo proti soncu in s tem pridobijo več sončne svetlobe za fotosintezo . Ta heliotropizem se nadaljuje še kratek čas, ko rastlina odcveti, mlade sončnične glave sledijo Soncu. To naj bi pomagalo pritegniti opraševalce, saj mnoge bolj privlačijo topli cvetovi. Ko dozorijo, pa se sončnice na splošno prenehajo premikati in ostanejo obrnjene proti vzhodu. ki jim omogoča, da jih ogreje vzhajajoče sonce.  Gibanje sončnic skozi heliotropizem se zgodi, ko sončnica sledi Soncu, nasprotna stran sončničnega stebla začne kopičiti rastne hormone in to povzroči rast, ki sončnico preusmeri.   Grobo in dlakavo steblo je pri divjih rastlinah v zgornjem delu razvejano, pri domačih sortah pa je običajno nerazvejano. 

### Morfologija
Sončnice so običajno visoke enoletne ali trajnice, ki lahko pri nekaterih vrstah zrastejo do višine 300 cm (120 in) ali več. Vsak "cvet" je pravzaprav disk, sestavljen iz drobnih cvetov, ki tvorijo večji lažni cvet, da bi bolje pritegnili opraševalce. Rastline imajo eno ali več širokih končnih kapitul (cvetne glavice, sestavljene iz številnih drobnih cvetov), s svetlo rumenimi žarki (mini cvetovi znotraj cvetne glave) na zunanji strani in rumeno ali rjavo (znano tudi kot rjava/rdeča) v notranjosti diskastih cvetov. Več okrasnih sort H. annuus ima rdeče obarvane žarke cvetove; vsi izvirajo iz enega samega izvirnega mutanta.  Medtem ko je večina sončnic rumenih, obstajajo razvejane sorte v drugih barvah, vključno z oranžno, rdečo in vijolično.
Pecilni listi so nazobčani in pogosto lepljivi. Spodnji listi so nasprotni, ovalni ali pogosto v obliki srca.
Ta rod se tehnično odlikuje po tem, da so žarki cvetovi (če so prisotni) sterilni, in po prisotnosti na ploščatih cvetovih papusa, ki ima dve osi podobni luski, ki sta kadukozni (to je, da se zlahka ločijo in odpadajo v obdobju zrelosti). Nekatere vrste imajo v papusu tudi dodatne krajše luske, eni vrsti pa papus v celoti manjka. Druga tehnična značilnost, ki bolj zanesljivo razlikuje rod, vendar zahteva mikroskop za ogled, je prisotnost izrazitega večceličnega dodatka na vrhu sloga. Nadalje so cvetovi sončnice razporejeni v naravni spirali . 
Različnost je vidna med trajnicami, ki predstavljajo večino tistih v rodu. Nekateri imajo večino ali vse velike liste v rozeti na dnu rastline in proizvajajo cvetoče steblo, ki ima liste, ki so zmanjšani. Večina trajnic ima diskaste cvetove, ki so v celoti rumene, nekaj pa ima diskaste cvetove z rdečkastimi režnji. Ena vrsta, H. radula, v celoti nima žarkovih cvetov.
Na splošno makroevolucijo Heliabthusa poganjajo številni biotski in abiotski dejavniki ter vpliva na različno morfologijo cvetov. 
Vrste sončnic se uporabljajo kot hranilne rastline za gosenice številnih metuljev. Semena H. annuus se uporabljajo kot hrana za ljudi.

### Faze rasti
Rast sončnice je strogo odvisna od njene genetske sestave in ozadja.  Poleg tega na razvoj vpliva tudi letni čas sajenja; najboljše obdobje je ponavadi sredi poletja in začetek jeseni. Razvoj sončnic je razvrščen po vrsti vegetativnih in reproduktivnih stopnjah, ki jih je mogoče določiti z identifikacijo glav ali glavne veje ene same glave ali razvejane glave. 

## Proizvodnja

### Uporaba gnojila
Raziskovalci so analizirali vpliv različnih gnojil na osnovi dušika na rast sončnic. Ugotovljeno je bilo, da amonijev nitrat zagotavlja boljšo absorpcijo dušika kot sečnina, ki pa se je izkazala kot učinkovitejša v območjih z nizko temperaturo. 

### Proizvodnja v Braziliji
V Braziliji se uporablja edinstven sistem pridelave, imenovan sistem soja-sončnica : najprej se posadijo sončnice, nato pa sledijo posevki soje, s čimer se skrajšajo obdobja mirovanja ter povečata skupna proizvodnja sončnic in dobičkonosnost. Sončnice se običajno sadijo v skrajnih južnih ali severnih regijah države. Pogosto v južnih regijah sončnice gojijo na začetku deževnih obdobij, sojo pa nato posadijo poleti.  Raziskovalci so ugotovili, da bi lahko metodo zasaditve soje in sončnice še izboljšali s spremembami v uporabi gnojil. Izkazalo se je, da ima trenutna metoda pozitivne vplive na okolje. 
| države         | Milijon metričnih ton |
| -------------- | --------------------- |
| Ukrajina       | 15                    |
| Rusija         | 13                    |
| Evropska unija | 10                    |
| Argentina      | 4                     |
| Turčija        | 2                     |
| Drugo          | 9                     |

## ekologija
Dokazano je, da so sončnice odlične rastline za privabljanje koristnih žuželk, vključno z opraševalci. Helianthus spp. so cvetoče rastline, ki proizvajajo nektar, ki privabljajo opraševalce in parazitoide, ki zmanjšujejo populacijo škodljivcev v bližnji vegetaciji pridelkov. Sončnice privabljajo različne koristne opraševalce (npr. čebele) in druge znane plenilce žuželk, ki se nato prehranjujejo in nadzorujejo populacijo parazitskih škodljivcev, ki bi lahko škodili pridelkom.  Škodljive žuželke najprej pritegnejo sončnice, ko so posajene. Ko Helianthus spp. doseže petnajst centimetrov in razpre cvetove, začne pritegovati več opraševalcev. Razdalja med vrstami sončnic in vegetacijo posevkov ima pomembno vlogo pri tem pojavu, saj velja domneva, da bo večja gostota posevkov povečala privlačnost za žuželke. 
Poleg opraševalcev Helianthus spp . obstajajo tudi drugi dejavniki, kot so abiotski stres, cvetenje in bolezni, ki prav tako prispevajo k razvoju cvetličnih lastnosti. Ti selektivni pritiski, ki izhajajo iz več biotskih in abiotskih dejavnikov, so povezani z okoljskimi pogoji habitata, ki imajo vsi vlogo pri splošni morfologiji cvetnih lastnosti sončnic. 
Ekosistem je sestavljen iz biotskih (kar so živi elementi ekosistema: rastline, živali, glive, protisti in bakterije) in abiotskih dejavnikov (neživi elementi ekosistema: zrak, tla, voda, svetloba, slanost in temperatura). 
Menijo, da lahko razvoj večjih sončnic in zakaj so prisotne v bolj suhih okoljih pojasnita dva biotska dejavnika.  Prvič, domneva se, da je izbira opraševalcev povečala velikost sončnice v bolj suhem okolju.  Do tega naj bi prišlo, ker je v bolj suhem okolju običajno manj opraševalcev.  Posledično je morala, da bi sončnica pritegnila več opraševalcev, povečati morfologijo svojih cvetnih lastnosti, tako da je rastlina morala povečati velikost prikaza.  Drug biotski dejavnik, ki lahko pojasni evolucijo večjih sončnic v sušnejših okoljih, je, da pritisk cvetenja in bolezni daje prednost manjšim cvetovom v okoljih, ki imajo zmernejšo oskrbo z vlago (mesični habitat).  V vlažnejših okoljih je običajno bolj gosta vegetacija, več rastlinojedcev in več okoliških patogenov.  Ker so večji cvetovi običajno bolj dovzetni za bolezni in cvetenje, so se manjši cvetovi morda razvili v vlažnejših okoljih, kar pojasnjuje razvoj večjih sončnic v bolj suhih okoljih. 

## Filogeografija
Kar zadeva filogeografske odnose in demografske vzorce primerkov sončnic, so zgodnje gojene sončnice tvorile podmnožico divjih populacij z Velikih nižin, kar dokazuje, da se je v osrednji Severni Ameriki zgodil en sam dogodek udomačevanja. Sledenje proti izvoru gojene sončnice nakazuje možni zožitveni razmnoževalni vzorec, do katerega je prišlo pred približno 5000 leti. 

## Raznolikost

### Sprejete vrste
V rodu je priznanih veliko vrst: 
- Helianthus agrestis Pollard – southeastern sunflower – Florida Georgia
- Helianthus ambiguus Britt. – Wisconsin Michigan Ohio New York
- Helianthus angustifolius L. – swamp sunflower – Texas + Florida north to southern Illinois + Long Island
- Helianthus annuus L. – common sunflower, girasol  – most of United States + Canada
- Helianthus anomalus S.F.Blake – western sunflower – Nevada Utah Arizona New Mexico
- Helianthus argophyllus Torr. & A.Gray – silverleaf sunflower – Texas North Carolina Florida
- Helianthus arizonensis R.C.Jacks. – Arizona sunflower – Arizona New Mexico
- Helianthus atrorubens L. – purpledisk sunflower – Louisiana Alabama Georgia Florida South Carolina North Carolina Tennessee Kentucky Virginia
- Helianthus bolanderi A.Gray – serpentine sunflower – California Oregon
- Helianthus × brevifolius E.Watson – Texas Indiana Ohio
- Helianthus californicus DC. – California sunflower – California
- Helianthus carnosus Small – lakeside sunflower – Florida
- Helianthus ciliaris DC. – Texas blueweed – Washington California Arizona New Mexico Nevada Utah Texas Oklahoma Colorado Kansas Illinois Tamaulipas Coahuila Chihuahua Sonora
- Helianthus cinereus Small – Missouri Kentucky Indiana Ohio
- Helianthus coloradensis Cockerell – prairie sunflower – Colorado New Mexico
- Helianthus cusickii A.Gray – Cusick's sunflower – Washington Oregon California Idaho Nevada
- Helianthus debilis Nutt. – cucumberleaf Sunflower – Texas to Maine; Mississippi
- Helianthus decapetalus L. – thinleaf sunflower – eastern United States; Ontario Quebec
- Helianthus deserticola Heiser – desert sunflower – Arizona Nevada Utah
- †Helianthus diffusus Sims – Missouri†
- Helianthus dissectifolius R.C.Jacks. – Mexico
- Helianthus divaricatus L. – woodland sunflower or rough woodland sunflower – eastern United States; Ontario Quebec
- Helianthus × divariserratus R.W.Long Michigan Indiana Ohio Connecticut
- Helianthus × doronicoides Lam. – Texas Oklahoma Arkansas Missouri Iowa Minnesota Illinois Kentucky Indiana Ohio Pennsylvania Michigan New Jersey Virginia
- Helianthus eggertii Small – Alabama, Kentucky, and Tennessee
- Helianthus exilis A.Gray – California
- Helianthus floridanus A.Gray ex Chapm. – Florida sunflower – Louisiana Alabama Georgia Florida South Carolina North Carolina
- Helianthus giganteus L. – giant sunflower – eastern United States; most of Canada
- Helianthus glaucophyllus D.M.Sm – whiteleaf sunflower – Tennessee South Carolina North Carolina
- Helianthus × glaucus Small – scattered locales in southeastern United States
- Helianthus gracilentus A.Gray – slender sunflower – California
- Helianthus grosseserratus M.Martens – sawtooth sunflower – Great Plains, Great Lakes, Ontario Quebec
- Helianthus heterophyllus Nutt. – variableleaf sunflower – Coastal Plain Texas to North Carolina
- Helianthus hirsutus Raf. – hairy sunflower – central + Eastern United States, Ontario
- Helianthus × intermedius R.W.Long – intermediate sunflower – scattered locales in United States
- Helianthus laciniatus A.Gray – alkali sunflower – Arizona New Mexico Texas Coahuila Nuevo León
- Helianthus × laetiflorus Pers. – cheerful sunflower, mountain sunflower – scattered in eastern + central United States + Canada
- Helianthus laevigatus Torr. & A.Gray – smooth sunflower – Georgia South Carolina North Carolina Virginia Maryland West Virginia
- Helianthus lenticularis Douglas ex Lindl. California Texas
- Helianthus longifolius Pursh – longleaf sunflower – Alabama Georgia North Carolina
- Helianthus × luxurians (E.Watson) E.Watson – Great Lakes region
- Helianthus maximiliani Schrad. – Maximillian sunflower – much of United States + Canada
- Helianthus membranifolius Poir. – French Guiana
- Helianthus microcephalus Torr. & A.Gray – eastern United States
- Helianthus mollis Lam. – downy sunflower, ashy sunflower – Ontario, eastern + central United States
- Helianthus multiflorus L. – manyflower sunflower – Ohio
- Helianthus navarri Phil. – Chile
- Helianthus neglectus Heiser – neglected sunflower – New Mexico Texas
- Helianthus niveus (Benth.) Brandegee – showy sunflower – California Arizona; Baja California, Baja California Sur
- Helianthus nuttallii Torr. & A.Gray – western + central United States + Canada
- Helianthus occidentalis Riddell – fewleaf sunflower, western sunflower – Great Lakes region, scattered in southeastern United States
- Helianthus × orgyaloides Cockerell – Colorado Kansas
- Helianthus paradoxus Heiser – paradox sunflower – Utah New Mexico Texas
- Helianthus pauciflorus Nutt. – stiff sunflower – central United States + Canada
- Helianthus petiolaris Nutt. – prairie sunflower, lesser sunflower – much of United States + Canada
- Helianthus porteri (A.Gray) Pruski – Porter's sunflower – Alabama Georgia South Carolina North Carolina
- Helianthus praecox Engelm. & A.Gray Texas sunflower – Texas
- †Helianthus praetermissus  – New Mexico sunflower – New Mexico†
- Helianthus pumilus Nutt. – little sunflower – Colorado Wyoming Montana Utah Idaho
- Helianthus radula (Pursh) Torr. & A.Gray – rayless sunflower – Louisiana Mississippi Alabama Georgia South Carolina Florida
- Helianthus resinosus Small – resindot sunflower – Mississippi Alabama Georgia South Carolina North Carolina Florida
- Helianthus salicifolius A.Dietr. – willowleaf sunflower – Texas Oklahoma Kansas Missouri Illinois Wisconsin Ohio Pennsylvania New York
- Helianthus sarmentosus Rich. – French Guiana
- Helianthus scaberrimus Elliott – South Carolina
- Helianthus schweinitzii Torr. & A.Gray – Schweinitz's sunflower – South Carolina North Carolina
- Helianthus silphioides Nutt. – rosinweed sunflower – Lower Mississippi Valley
- Helianthus simulans E.Watson – muck sunflower – southeastern United States
- Helianthus smithii Heiser – Smith's sunflower – Alabama Georgia Tennessee
- Helianthus speciosus Hook. – Michoacán
- Helianthus strumosus L. – eastern + central United States + Canada
- Helianthus subcanescens (A.Gray) E.Watson – Manitoba, north-central United States
- Helianthus subtuberosus Bourg.
- Helianthus tuberosus L. – Jerusalem artichoke, sunchoke, earth-apple, topinambur – much of United States + Canada
- Helianthus verticillatus Small – whorled sunflower – Alabama Georgia Tennessee

### Prej vključeno
V rod Helianthus so bile prej vključene naslednje vrste: 
- Flourensia thurifera (Molina) DC. (kot H. thurifer Molina)
- Helianthela quinquenervis (Hook. ) A.Gray (kot H. quinquenervis Hook.)
- Helianthela uniflora (Nutt. ) Torr. & A.Gray (kot H. uniflorus Nutt.)
- Pappobolus imbaburensis (Hieron. ) Panero (kot H. imbaburensis Hieron.)
- Viguiera procumbens (Pers. ) SFBlake (kot H. procumbens Pers.)

## Galerija
- Bližnji posnetek sončnične glave
- Helianthus decapetalus
"Plenus"
- Prerijska sončnica
(H. petiolaris)
- Gigantska sončnica
(H. giganteus)
- Jeruzalemska artičoka
(H. tuberosus)
- H. laetiflorus
- H. annuus
- Oranžno-rdeča sončnica
- Temnordeči primerek sončnice
- Helianthus
'jagodna plavolaska'
- sončnični hrošč
- Pogled na sončnično glavo z zadnje strani
- Čebele pri opraševanju
- Listi sončnične rastline
- Listna struktura sončnice
- Semena pod mikroskopom